# Island House

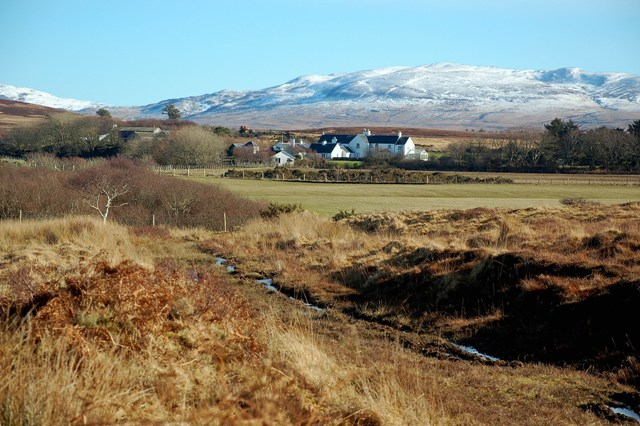
Island House

Island House ist ein Wohngebäude auf der Hebrideninsel Islay. Es befindet sich etwa drei Kilometer südlich von Bowmore, dem Hauptort Islays, und liegt isoliert nahe dem Südufer des Flusses Laggan. 1971 wurden Island House in die schottischen Denkmallisten in der Kategorie B aufgenommen.

## Beschreibung
Der exakte Bauzeitpunkt des Gebäudes ist nicht überliefert, Historic Scotland setzt die Fertigstellung jedoch um das Jahr 1880 an. Das mehrflüglige Gebäude wurde in traditioneller Bauweise errichtet. Der Hauptflügel ist zweistöckig und verläuft in südwestlicher Richtung. An der Vorderseite treten zwei zusammenhängende kurze Trakte mit Satteldächern hervor. Der Hauptflügel schließt ebenfalls mit einem schiefergedeckten Satteldach ab. Alle Fassaden sind in der traditionellen Harling-Technik verputzt. Von der Rückseite geht ein später hinzugefügter, einstöckiger Flügel ab. Im Norden befinden sich verschiedene einzeln stehende Nebengebäude, die teilweise mit Satteldächern, aber auch mit Walmdächern abschließen.